# Taratata
Taratata is een Frans televisieprogramma over muziek op France 2 en TV5MONDE en wordt gepresenteerd door Nagui. Het muziekprogramma werd sinds september 2006 ook uitgezonden op de radiozender Virgin Radio, in september 2009 werd dit Europe 1. De naam is afkomstig van een uitdrukking van Scarlett O'Hara (gespeeld door Vivien Leigh) in de Franstalige versie van de film Gone with the Wind uit 1939.

## Geschiedenis
Sinds de start werd het programma uitgezonden op France 2, met Nagui als presentator. Het Institut national de l'audiovisuel en het Centre national du cinéma et de l'image animée hebben hun medewerking toegezegd. Kort daarna werd Nagui vervangen door Alexandra Kazan, die het programma tot 1997 mocht presenteren. De kosten van het programma zorgden ervoor dat het programma niet meer te zien was na 2000.
In april 2005 keerde het programma terug op de dinsdag van France 4 met Nagui als presentator. Het programma was ook te zien op France 2 om middernacht op vrijdagavond, en op de zondagnacht van France 4 om 1:30. Sinds 2 juni 2011 is het programma alleen nog maar op France 2 te zien.
Op 31 mei 2013 maakte France Televisions bekend dat het programma wordt beëindigd. De laatste aflevering is te zien op 13 juni 2013.